# Brankovićovské Srbsko
Brankovićova země (srbsky Земља Бранковића, Zemlja Brankovića), také Vukova země (srbsky Вукова земља, Vukova zemlja), jinak také (srbské) knížectví Rašky, jsou názvy pro jedno z krátce existujících polonezávislých srbských knížectví v Rašce (dnešní Kosovo). Vládla zde srbská dynastie Brankovićů, jmenovitě Vuk Branković (vládl	1371–1396) a následně jeho syn Đurađ (1396–1412), který se posléze stal despotou Srbska.

## Historie
Vukovo knížectví vzniklo na troskách středověké srbské říše roku 1371, kdy zemřel její poslední car Štěpán Uroš V. (1346–1371). Jeho zakladatelem byl Vuk Branković, syn sebastokratora Branka Mladenoviće, který spravoval Ochrid za vlády cara Štěpána Dušana (1331–1346). Brankovićovské knížectví v sobě zahrnulo největší části z dnešního Kosova.

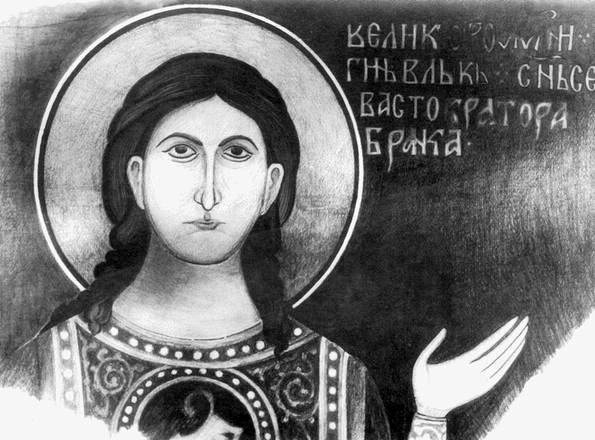
Osmnáctiletý Vuk Branković, freska v Ochridu

Díky Vukově sňatku s Marou, dcerou moravsko-srbského knížete Lazara Hrebeljanoviće, obdržel v Kosovu rozsáhlé pozemky. Vuk také získal oblasti v Rašce (včetně starého srbského hlavního města Ras) a oblasti kolem řeky Lim na severu dnešní Černé Hory. Po smrti sousedního vládce Đurađa I. Balšiće, knížete Zety, Vuk obsadil jeho města Prizren, Peć a oblast Metochie. Nejdůležitějšími městy Vukova knížectví byly Priština, Prizren, Peć, Skopje a Ras, stejně jako bohaté těžební osady Trepča, Janjevo, Gluhavica a další.
V červnu roku 1389 se odehrála bitva na Kosově poli, v níž spojily síly Vuk s moravsko-srbským knížetem Lazarem Hrebeljanovićem a bosenským králem Tvrtkem I. proti Osmanské říši sultána Murada I.
Vukův syn Đurađ Branković se stal despotou Srbska poté, co nastoupil na trůn jako synovec bezdětného despoty Stefana Lazareviće.

## Galerie

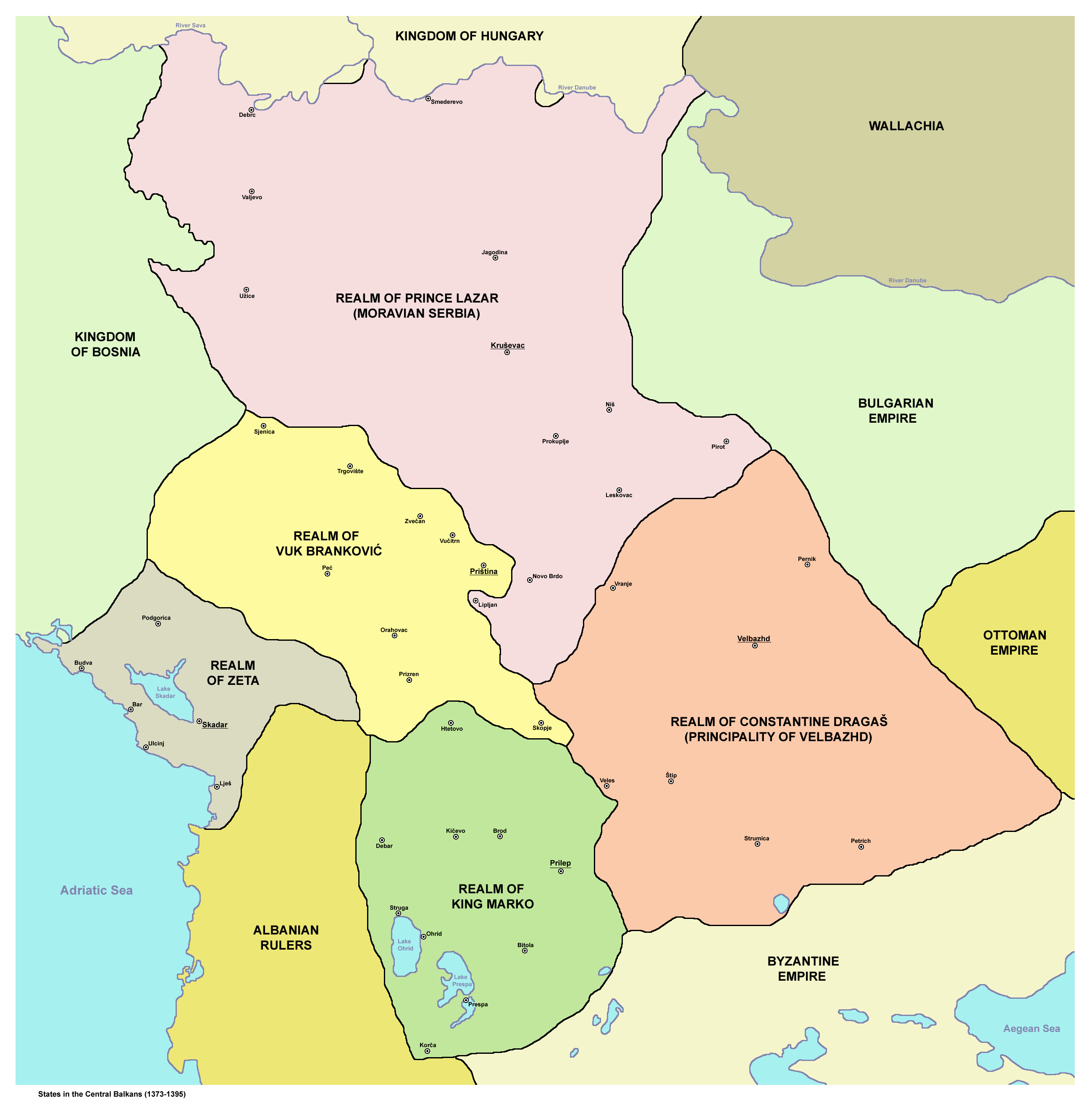
Drobná srbská knížectví vzniklá po rozpadu říše na konci 14. století
Schéma bitvy na Kosově poli (1389) s vyznačeným Vukovým vojskem
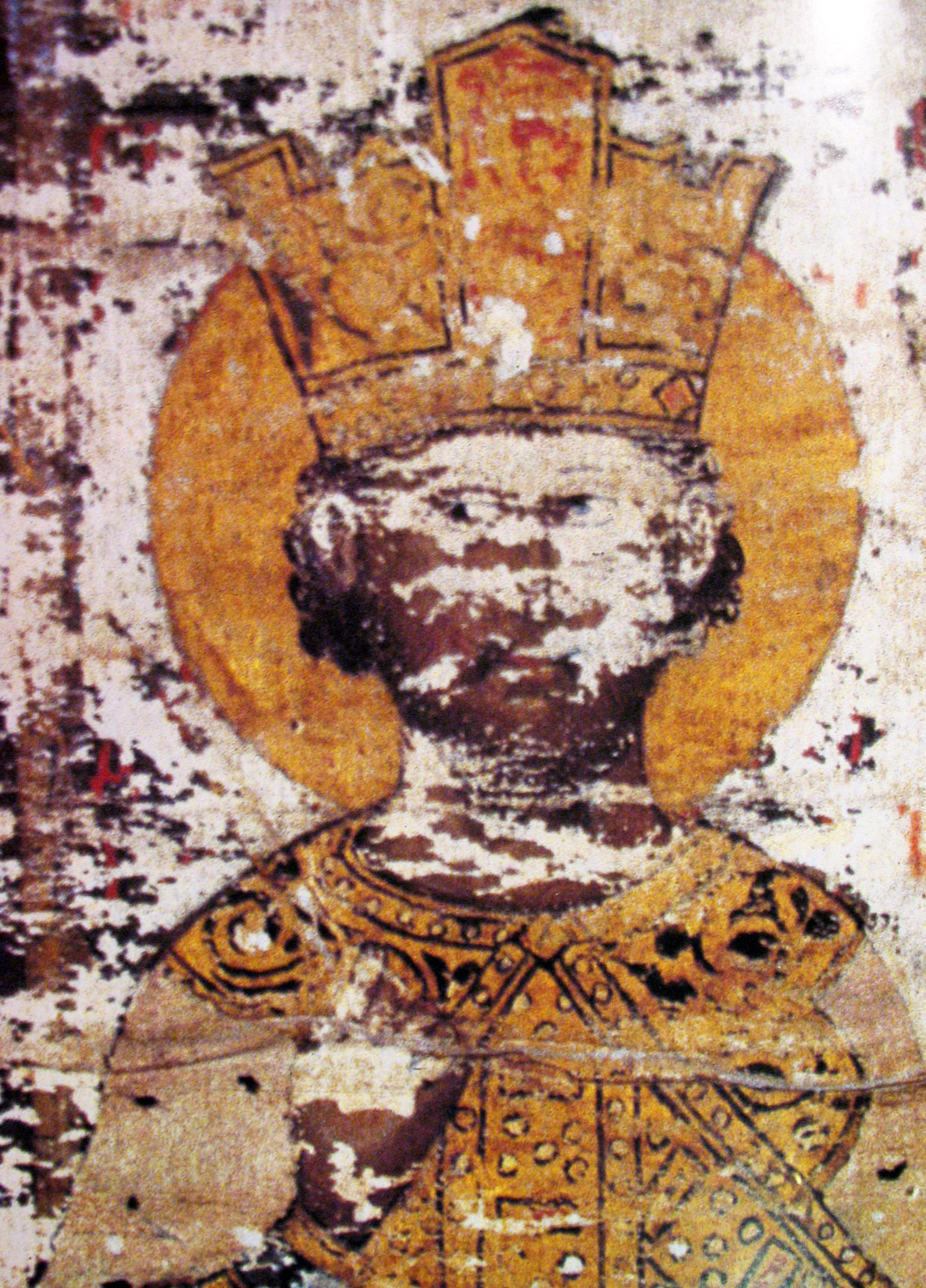
Đurađ Branković (kníže 1396–1412, násl. despota Srbska)
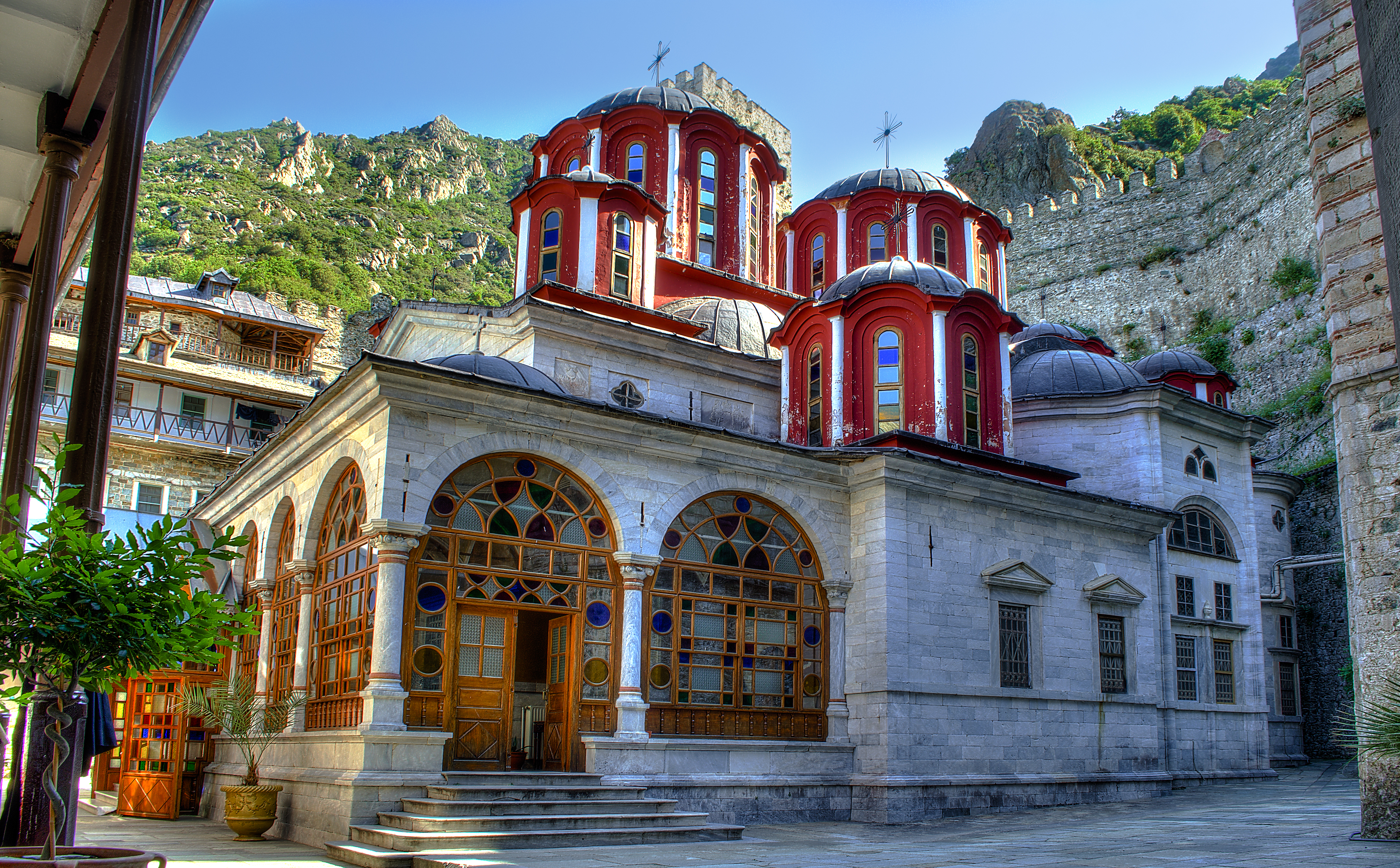
Pravoslavný klášter Agiou Pavlou obnovený Vukem Brankovićem